# ایزبیتسا کویافسکا
ایزبیتسا کویافسکا (به لاتین: Izbica Kujawska, pronounced [izˈbʲit͡sa kuˈjafska]) یک شهرک در لهستان است که در شهرستان ووتس‌واوک واقع شده‌است.

## خصوصیات
ایزبیتسا کویافسکا ۲٫۲۴ کیلومترمربع مساحت و ۲٬۷۸۳ نفر جمعیت دارد.